# Creole Kings of New Orleans
Creole Kings of New Orleans ist ein Labelsampler aus dem Jahr 1992, der 26 teilweise unveröffentlichte Aufnahmen aus den Archiven von Specialty Records und Ebb Records enthält. Die Aufnahmen entstanden zwischen 1952 und 1958.

## Musikstil
Die Aufnahmen sind dem Titel zufolge von den Merkmalen der Musik der kreolischen Bevölkerung Louisianas durchdrungen. Allmusic ordnet den Sampler dem Rhythm and Blues zu und spezifiziert diesen weiter als „frühen R&B, New Orleans R&B [und] Soul“.

## Entstehungsgeschichte
Das Los Angeleser Independent-Label Specialty Records nahm seit Lloyd Price’ Hit Lawdy Miss Clawdy regelmäßig in Cosimo Matassas J&M Studio in New Orleans auf. Unter den Interpreten, die meist von der Studio Band begleitet wurden, fanden sich die aktuellen R&B-Größen der Stadt. Einige der Aufnahmen entstanden auch am kalifornischen Hauptsitz des Labels im Universal Records oder Master Records in Hollywood. Die meisten Songs erschienen auf Single bei Specialty und bei Ebb Records, einige Aufnahmen, darunter auch alternative Tracks, wanderten in die Archive des Labels.
Nach der Übernahme durch Fantasy Records 1990 wurde Billy Vera mit der Sichtung der Masterbänder beauftragt, der die attraktivsten Funde neu abmischte und als Sampler zusammenstellte. Den Transfer von analoger zu digitaler Technik übernahm Gordon Skene, ein weiteres Mastering erfolgte durch Kirk Felton in den Fantasy Studios in Berkeley, Kalifornien. Für den Textteil des Booklets konnte Jerry Wexler gewonnen werden.
Eine zweite Ausgabe mit dem gleichen Konzept erschien 1993 unter dem Titel Creole Kings of New Orleans Volume Two.

## Titelliste
1. Joe Liggins and the Honeydrippers: Going back to New Orleans (Ellis Walsh) – 2:56
2. Percy Mayfield: Louisiana (Percy Mayfield) – 2:05
3. Percy Mayfield: River’s Invitation (Percy Mayfield) – 2:50
4. Lloyd Price: Lawdy Miss Clawdy (Lloyd Price) – 2:30
5. Lloyd Price: Where You At (Huey Smith) – 2:02
6. Lloyd Price: Frog Legs (Lloyd Price) – 2:15
7. The Royal Kings: Teachin’ and Preachin’ (Dave Bartholomew) – 2:00
8. Guitar Slim: The Things That I Used to Do (Eddie Jones) – 2:58
9. The Kings: ’til I Say Well Done (Earl Johnson) – 2:02
10. Clifton Chenier: Aye-Tete Fee aka Eh! Petitte Fille (Clifton Chenier) – 2:33
11. Alberta Hall: Oh! How I Need Your Love (Alberta Hall) – 2:46
12. Leo Price: Send Me Some Lovin’ (Leo Price) – 2:36
13. Ernest Kador: Do Baby Do (Ernest Kador) – 2:08
14. Big Boy Myles and the Sha-Weez: Who’s Been Fooling You (Roeland Byrd/Cosimo Matassa) – 1:50
15. Li’l Millet and his Creoles: Rich Woman (Dorothy La Bostrie/McKinley Millet) – 2:37
16. Lloyd Lambert featuring Joe Tillman on Sax: Whistlin’ Joe (Joseph Tillman) – 2:30
17. Professor Longhair: No Buts, No Maybes (Roeland Byrd) – 2:50
18. Professor Longhair: Baby Let Me Hold Your Hand (Roeland Byrd) – 2:15
19. Roy Montrell: (Every Time I Hear) That Mellow Saxophone (Roy Montrell/John Marascalco/Bumps Blackwell) – 2:28
20. Edgar Blanchard: Bop Sit-In Blues (Edgar Blanchard) – 2:21
21. Big Boy Myles: Just to Hold My Hand (Perryman/Robey) – 2:13
22. Jerry Byrne: Lights Out (David/Mac Rebennack) – 1:53
23. Art Neville: Cha Dooky-Doo (Mae Vince) – 2:36
24. Art Neville: I’m a Fool to Care (Art Neville) – 2:22
25. Larry Williams: Jockamo aka Iko Iko (Hawkins/Hawkins/James Crawford/Johnson) – 1:32
26. Larry Williams: Bad Boy aka Junior Behave Yourself (Larry Williams) – 2:15

## Veröffentlichungen und Charterfolge
Der Sampler erschien 1992 als CD auf dem von Fantasy Records übernommenen Specialty Records. Eine Ausgabe auf Musikkassette folgte ebenso wie Lizenzausgaben auf Ace Records in den Jahren 1993 und 1995. Der Sampler kam nicht in die Charts.

## Rezeption
Stephen Thomas Erlewine von Allmusic hält Creole Kings of New Orleans für einen hervorragenden Sampler: „Obwohl nur ein paar große Hits enthalten sind, ist das Material durchgehend stark und macht die Platte zu einem exzellenten Kauf.“